# Cantó de Caires
El cantó de Caires és un cantó francès del departament de l'Alt Loira, situat al districte de Lo Puèi de Velai. Té 8 municipis i el cap és Caires.

## Municipis
- Alleyras
- Le Bouchet-Saint-Nicolas
- Caires
- Costaros
- Ouides
- Saint-Didier-d'Allier
- Saint-Jean-Lachalm
- Séneujols

## Història
| Data d'elecció                           | Identitat   | Partit                     | Qualitat |
| ---------------------------------------- | ----------- | -------------------------- | -------- |
| 1964-1970                                | M. Decolin  | Divers droite              |          |
| 1970-1982                                | M. Ithier   | UDR, després Divers droite |          |
| 1982-2001                                | Jean Leyton | RPR                        |          |
| 2001-                                    | Marc Mouret | UMP                        |          |
| les dades anteriors no són pas conegudes |             |                            |          |
|                                          |             |                            |          |